# コーラル・レコード
コーラル・レコード (Coral Records) は、デッカ・レコード傘下の子会社として1949年に設立されたレコード会社。ポップ界のマクガイア・シスターズやテレサ・ブリュワーを手がけたほか、バディ・ホリーの音源を録音したことで知られる。
1940年代には、ジャズやスウィングも扱った。ボブ・シールが1954年にレーベルの責任者になると、バディ・ホリーをはじめ、ジャッキー・ウィルソン、ローレンス・ウェルクや、スティーブ・ローレンスとイーディ・ゴーメなど、ポップやロック系のミュージシャンたちを輩出した。シールは、妻であったテレサ・ブリュワーのヒット曲もプロデュースしていた。1950年代には、このレーベルから、デビー・レイノルズのヒット曲「Tammy」が出た。1954年には、イギリスでもヴォーグ・コーラル (Vogue Coral) という名で活動しはじめた。
コーラルは、1971年には、新作の発表を止めた。1973年、ミュージック・コーポレーション・オブ・アメリカ (MCA) は、デッカをカップ・レコードやユニ・レコードと合併させてMCAレコードを設立し、コーラル・レーベルは、アメリカ合衆国においてはもっぱら中位価格帯やバジェット・アルバム（廉価盤）の再発盤を扱うレーベルに衣替えした。レーベルに「MCAコーラル (MCA Coral)」と記された、この時期のコーラルは、1980年代まで存続した。かつてMCAが展開していたヴォカリオン・レコードというバジェット・レーベルのレコードも、MCAコーラルが製造していたが、コスト削減のためか、ヴォカリオンのカタログ番号のままで、スリーブにもヴォカリオンのトレードマークを入れたまま出荷されていた。

## おもな所属アーティスト
- Steve Allen
- Ames Brothers
- Two Ton Baker
- Kenny Bass and His Polka Poppers
- ミルトン・バール
- オウエン・ブラッドリー
- テレサ・ブリュワー
- Doug Bragg
- Johnny Burnette Trio
- George Cates
- パッツィー・クライン
- ローズマリー・クルーニー
- アル・コーン
- Dorothy Collins
- Don Cornell
- エディ・コスタ
- Bob Crosby
- Jimmy Dorsey
- Pete Fountain
- Georgia Gibbs
- Charlie Gracie
- Buddy Greco
- Greg Hatza
- ウディ・ハーマン
- Milt Herth
- バディ・ホリー
- en:Will Holt
- en:Steve Lawrence
- Lennon Sisters
- McGuire Sisters
- Barbara McNair
- The Modernaires
- Moon Mullican
- デビー・レイノルズ
- Jack Shook
- Tony and the Bandits
- Jackie Verdell
- The Vogues
- Lawrence Welk
- ビリー・ウィリアムズ
- Romance Watson (of the Roberta Martin Singers)
- ルイ・アームストロング